# See (album)
See è il sesto album in studio del gruppo musicale statunitense The Rascals, pubblicato nel 1969.

## Tracce
Side 1
1. See – 5:04
2. I'd Like to Take You Home – 2:37
3. Remember Me – 2:12
4. I'm Blue – 3:51
5. Stop and Think – 4:10
6. Temptation's 'Bout to Get Me – 3:31

Side 2
1. Nubia – 3:44
2. Carry Me Back – 2:53
3. Away Away – 3:26
4. Real Thing – 2:45
5. Death's Reply – 4:19
6. Hold On – 3:37

## Formazione

### Gruppo
- Felix Cavaliere – voce, organo, piano, cori
- Eddie Brigati – percussioni, voce, cori
- Gene Cornish – chitarra, voce, cori
- Dino Danelli – batteria

### Musicisti addizionali
- Chuck Rainey – basso
- Ron Carter – basso
- Hubert Laws – flauto
- Danny Labbate – sassofono
- Joe Buskin – piano